# Vertice BRICS del 2025
Il XVII vertice BRICS si è tenuto in Brasile presso il Museo d'arte moderna di Rio de Janeiro,  dal 6 al 7 luglio 2025, presieduto dal Presidente brasiliano Luiz Inácio Lula da Silva. È stato il primo vertice BRICS allargato all'Indonesia dopo la sua adesione accettata con effetto dal 1º gennaio 2025.

## Partecipanti

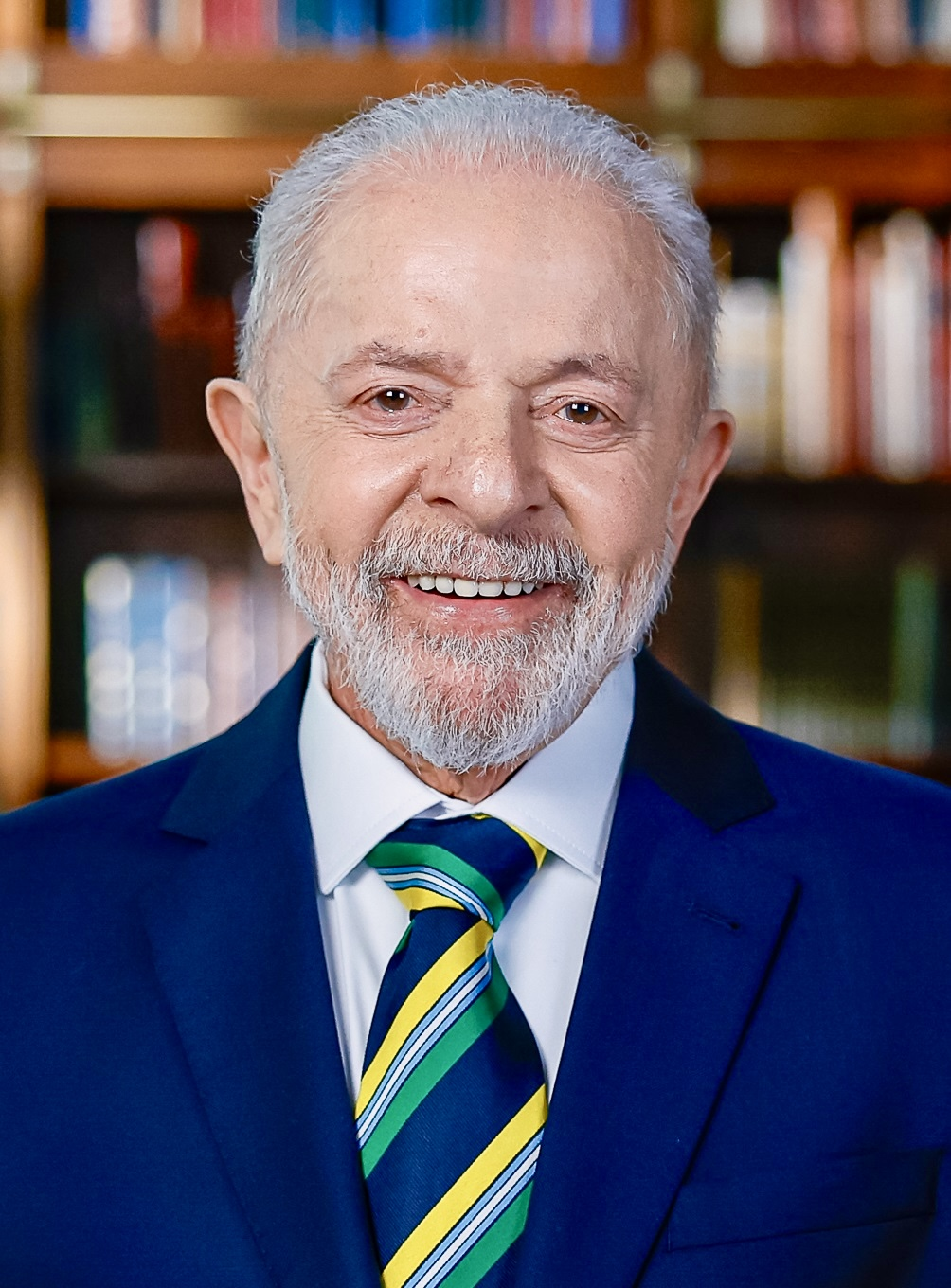
BRA Luiz Inácio Lula da Silva, Presidente
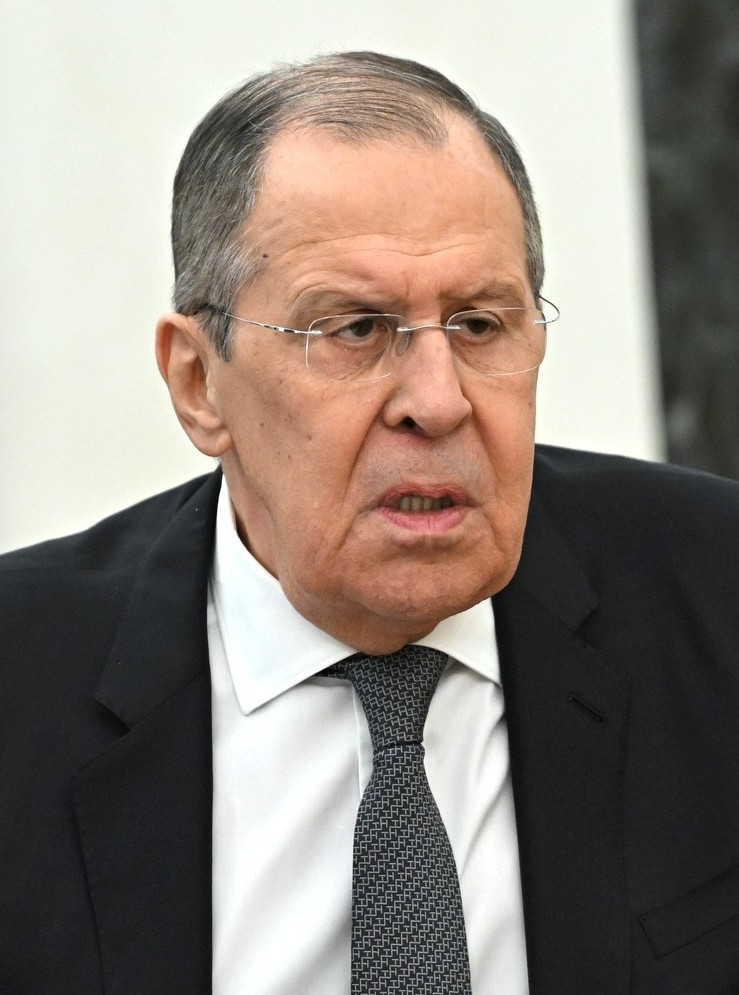
RUS Sergei Lavrov, Ministro degli affari esteri
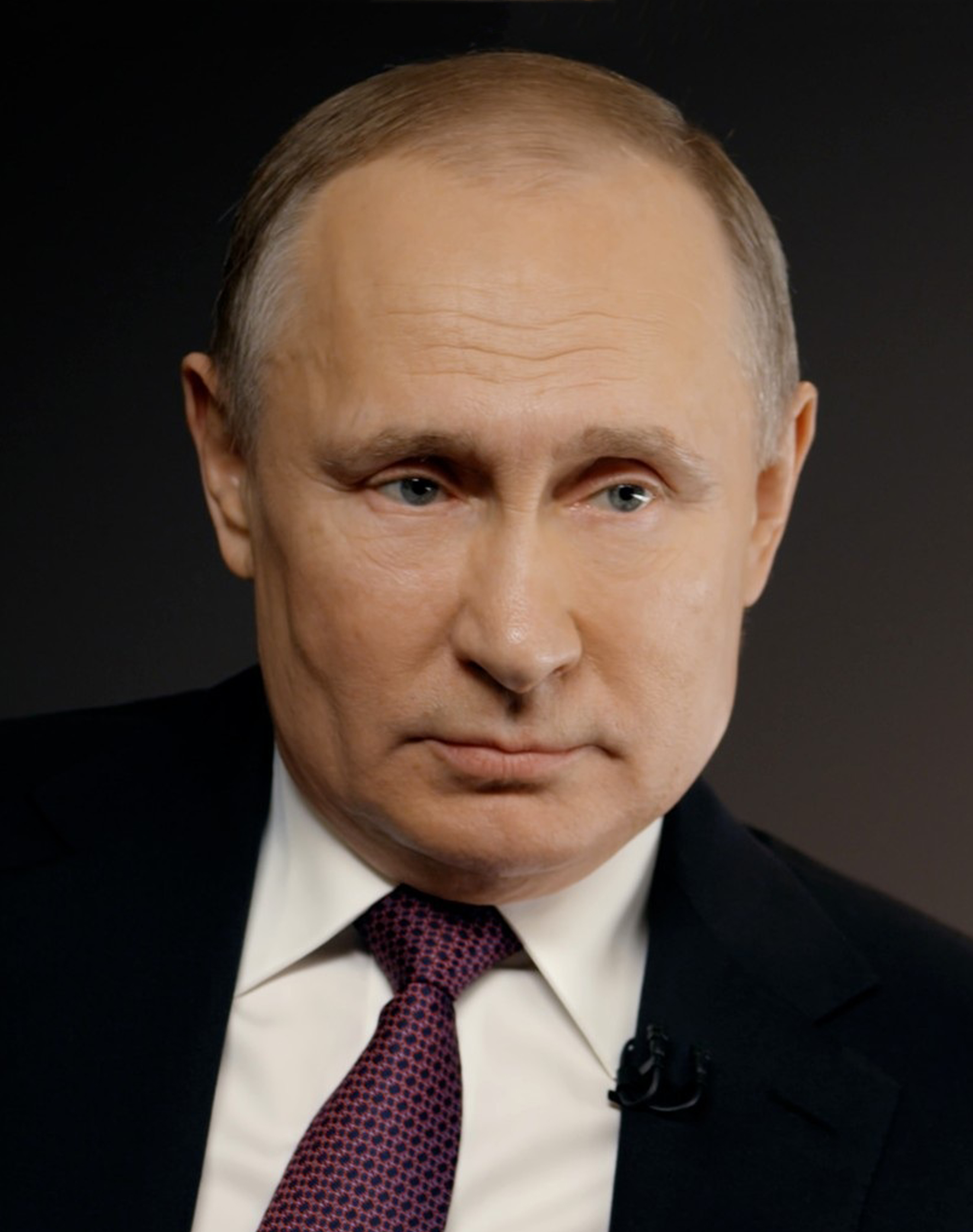
RUS Vladimir Putin, Presidente (in videoconferenza)
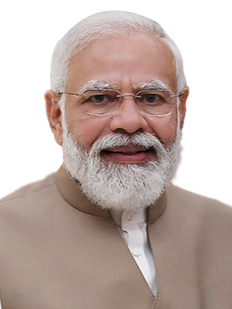
IND Narendra Modi, Primo ministro
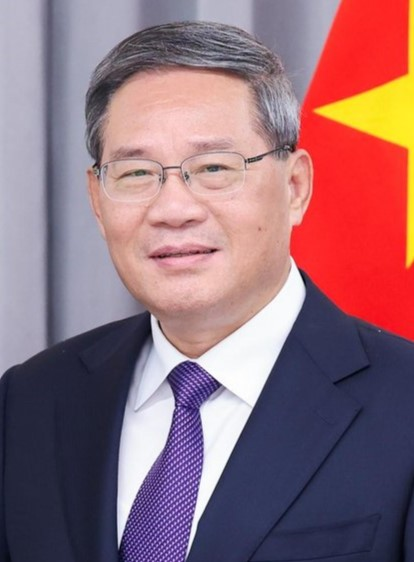
CHN Li Qiang, Primo ministro
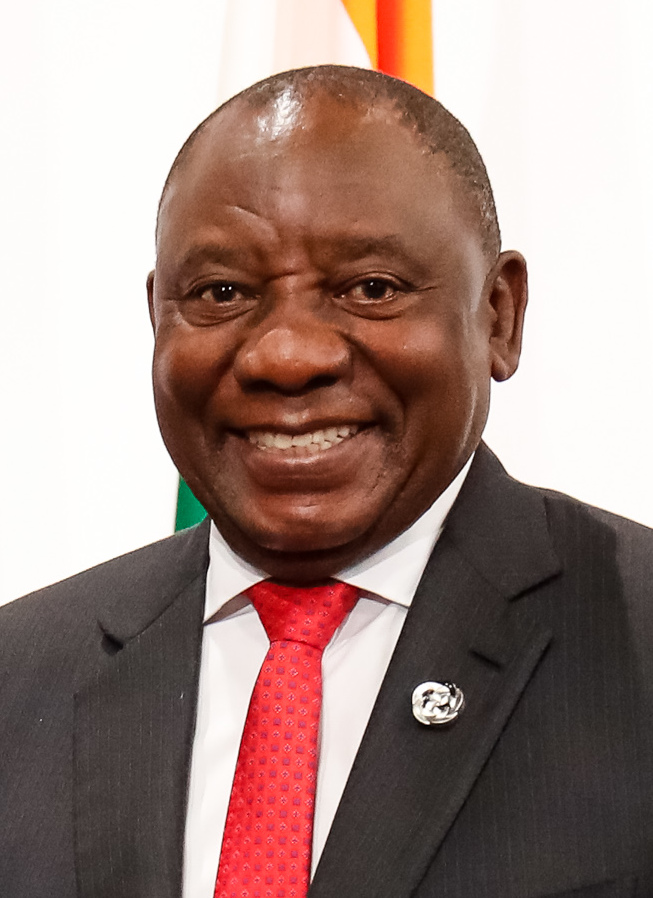
SAF Cyril Ramaphosa, Presidente
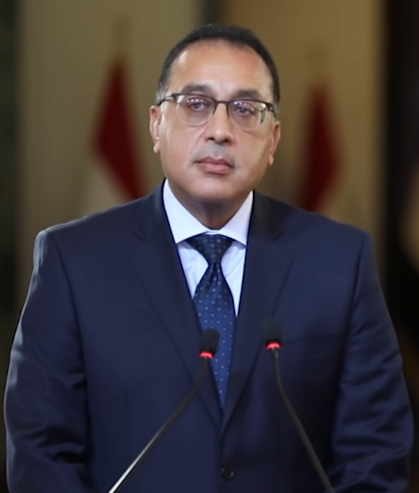
EGY Mostafa Madbouly, Primo ministro
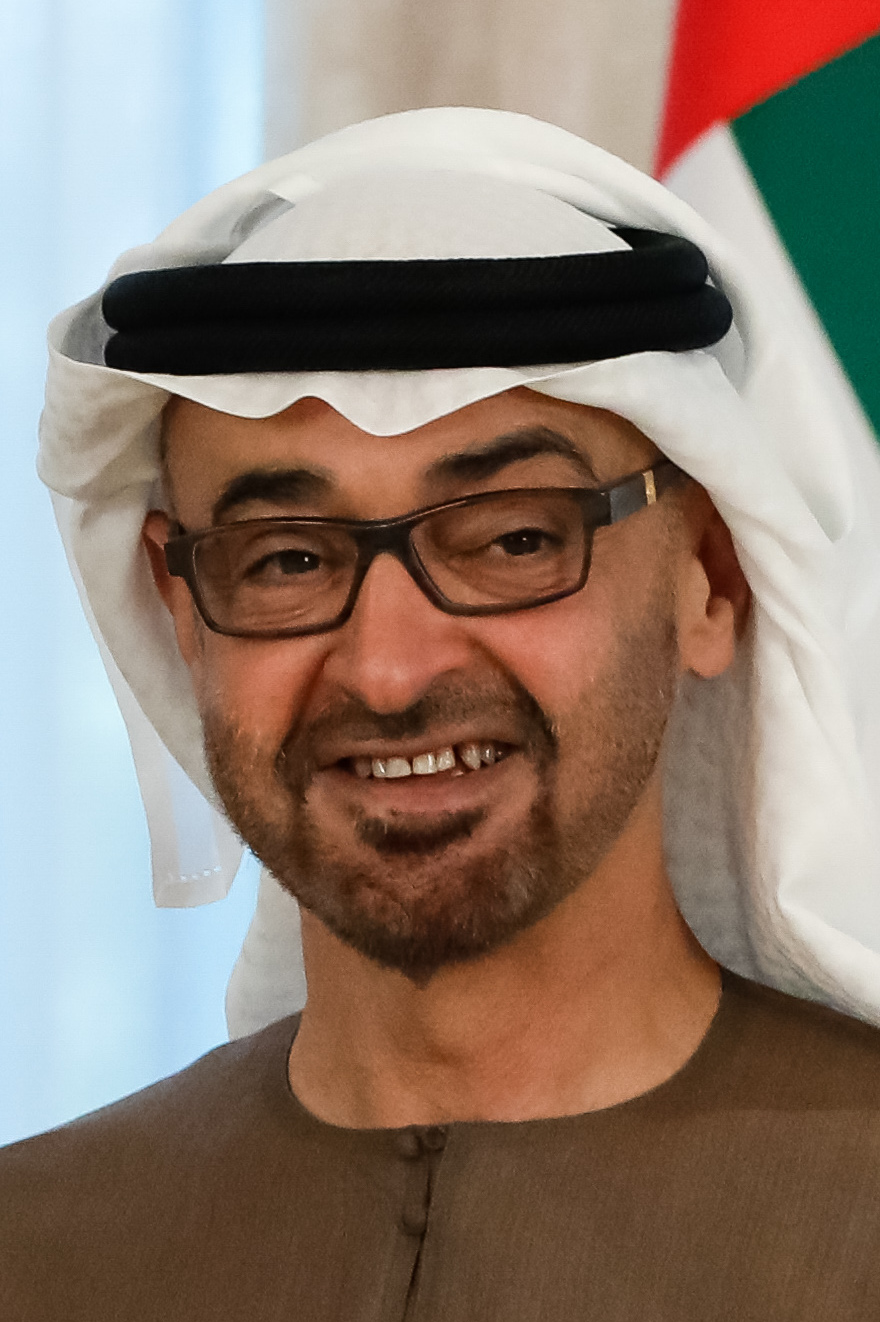
UAE Mohammed bin Zayed Al Nahyan, Presidente
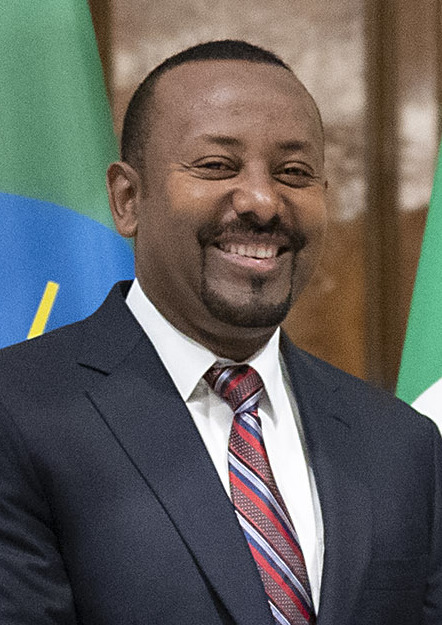
ETH Abiy Ahmed, Primo ministro
IDN Prabowo Subianto, Presidente
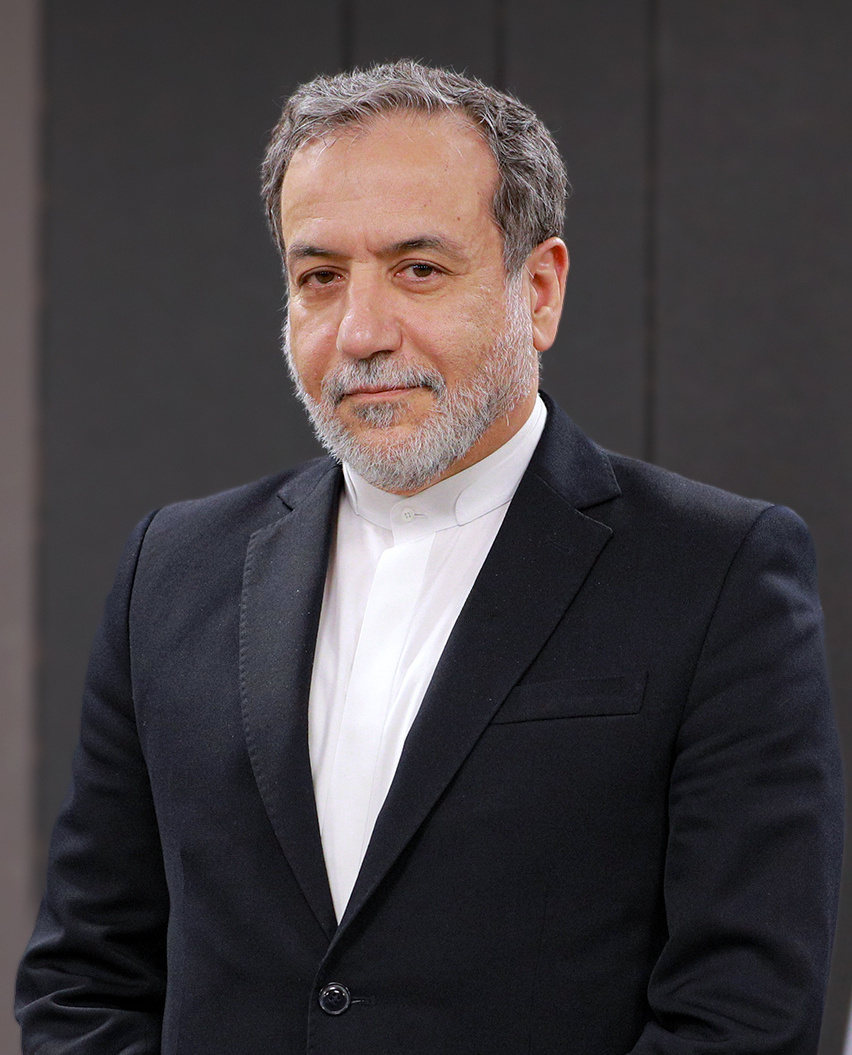
IRI Abbas Araghchi, Ministro degli affari esteri

- Brasile
Luiz Inácio Lula da Silva, Presidente
- Russia
Sergei Lavrov, Ministro degli affari esteri
- Russia
Vladimir Putin, Presidente (in videoconferenza)
- India
Narendra Modi,
Primo ministro
- Cina
Li Qiang,
 Primo ministro
- Sudafrica
Cyril Ramaphosa, Presidente
- Egitto
Mostafa Madbouly, Primo ministro
- Emirati Arabi Uniti
Mohammed bin Zayed Al Nahyan, Presidente
- Etiopia
Abiy Ahmed,
Primo ministro
- Indonesia
Prabowo Subianto, Presidente
- Iran
Abbas Araghchi, Ministro degli affari esteri

### Paesi ospiti
| Paese          | Leader                    | Carica                                  | Note |
| -------------- | ------------------------- | --------------------------------------- | ---- |
| Arabia Saudita | Faisal bin Farhan Al Saud | Ministro degli affari esteri            |      |
| Bielorussia    | Maksim Ryženkov           | Ministro degli affari esteri            |      |
| Bolivia        | Luis Arce                 | Presidente                              |      |
| Cile           | Gabriel Boric             | Presidente                              |      |
| Colombia       | Guillermo Rivera          | Ambasciatore della Colombia in Brasile  |      |
| Cuba           | Miguel Díaz-Canel         | Presidente                              |      |
| Kazakistan     | Murat Nurtileu            | Ministro degli affari esteri            |      |
| Kenya          | Andrew Karanja            | Ambasciatore della Kenia in Brasile     |      |
| Malaysia       | Anwar Ibrahim             | Primo ministro                          |      |
| Messico        | Juan Ramón de la Fuente   | Segretario degli affari esteri          |      |
| Nigeria        | Bola Tinubu               | Presidente                              |      |
| Palestina      | Ibrahim Alzeben           | Ambasciatore della Palestina in Brasile |      |
| Thailandia     | Jiraporn Sindhuprai       | Rappresentante del Primo ministro       |      |
| Turchia        | Hakan Fidan               | Ministro degli affari esteri            |      |
| Uganda         | Jessica Alupo             | Vice Presidente                         |      |
| Uruguay        | Yamandú Orsi              | Presidente                              |      |
| Uzbekistan     | Sodiq Safoyev             | Primo Vice Presidente del Senato        |      |
| Vietnam        | Phạm Minh Chính           | Primo ministro                          |      |

### Organizzazioni ospiti
| Organizzazione                                             | Leader                     | Carica                                  | Note |
| ---------------------------------------------------------- | -------------------------- | --------------------------------------- | ---- |
| Banca Asiatica d'Investimento per le Infrastrutture (AIIB) | Jin Liqun                  | Presidente                              |      |
| Corporación Andina de Fomento (CAF)                        | Sergio Díaz-Granados Guida | Presidente                              |      |
| Organizzazione mondiale del commercio (WTO)                | Ngozi Okonjo-Iweala        | Direttrice generale                     |      |
| Nazioni Unite                                              | António Guterres           | Segretario generale delle Nazioni Unite |      |
| Organizzazione mondiale della sanità                       | Tedros Adhanom Ghebreyesus | Direttore generale                      |      |
| Unione africana                                            | João Lourenço              | Presidente dell'Unione Africana         |      |

## Leader assenti
Il 17 marzo 2023 la Corte penale internazionale aveva emesso un mandato d'arresto contro il presidente della Federazione russa Vladimir Putin per crimini di guerra commessi durante l'invasione russa dell'Ucraina del 2022 e il Brasile, in quanto firmatario della Corte penale internazionale, è tenuto a eseguire il mandato.
Il consigliere per gli affari esteri di Putin, Jurij Ušakov, ha dichiarato che Putin non avrebbe partecipato di persona al vertice a causa del mandato di arresto della Corte penale internazionale.
Il segretario generale del Partito Comunista Cinese Xi Jinping non ha partecipato al vertice BRICS di Rio, per la prima volta da quando ha sostituito Hu Jintao nel 2012.
Nemmeno il presidente egiziano Abdel Fattah al-Sisi e il presidente iraniano Masoud Pezeshkian hanno partecipato al 17º vertice BRICS.

## Organizzazione
Il Municipio di Rio de Janeiro ha creato il «Comitato BRICS di Rio» con il ruolo di responsabile della preparazione del "Calendario BRICS di Rio", che riunisce le iniziative e le attività del gruppo.
Il comitato prevede inoltre di partecipare a forum e comitati organizzati da diverse istituzioni nazionali e internazionali, affrontando le questioni del gruppo BRICS.
Il 28 e 29 aprile 2025 si è tenuta a Rio de Janeiro una riunione dei ministri degli esteri degli Stati membri, in preparazione del vertice dei leader.
I ministri non hanno concordato una dichiarazione congiunta ma hanno espresso preoccupazione per l'aumento delle pratiche commerciali protezionistiche degli Stati Uniti da parte della seconda amministrazione Trump.

## Agenda dei lavori
La mattina del 6 luglio 2025 si è aperto ufficialmente a Rio de Janeiro il 17º Vertice dei capi di Stato e di Governo, che si è svolto sul tema Strengthening Global South Cooperation and Promoting a More Inclusive and Sustainable Global Governance (Rafforzare la cooperazione nel Sud del mondo e promuovere una governance globale più inclusiva e sostenibile), concentrato su sei punti principali all'ordine del giorno: salute globale, commercio, investimenti e finanziamenti per lo sviluppo, risposta al cambiamento climatico, governance dell'intelligenza artificiale, riforma dell'architettura di sicurezza globale e sviluppo istituzionale del meccanismo BRICS.
Il 6 luglio 2025 è stata approvata la «Dichiarazione di Rio de Janeiro» che ha ribadito l'impegno nello spirito BRICS e ha affermato che, sulla base dei risultati ottenuti nei precedenti vertici, la cooperazione sarebbe stata ulteriormente rafforzata nell'ambito del quadro BRICS ampliato. L'attenzione si concentrerà su tre pilastri: politica e sicurezza, economia e finanza, scambi culturali e tra i popoli. La Dichiarazione ha inoltre annunciato che l'India assumerà la presidenza di turno nel 2026 e ospiterà il 18º Vertice dei capi di Stato e di Governo.
Il 7 luglio 2025 i leader del gruppo BRICS hanno adottato una dichiarazione sulla governance globale dell'intelligenza artificiale (IA). La dichiarazione esprimeva il desiderio di promuovere l'istituzione di principi internazionali per lo sviluppo e l'applicazione di tecnologie di IA che siano inclusive, sostenibili e rispettose dei diritti umani.
I leader del gruppo BRICS hanno inoltre approvato una dichiarazione che invita le Nazioni Unite a prendere l'iniziativa per la formulazione di regole globali sull'intelligenza artificiale, sottolineando che questa tecnologia in rapida evoluzione non deve approfondire le disuguaglianze tra Paesi sviluppati e Paesi in via di sviluppo.
Il documento descrive l'intelligenza artificiale come un'«opportunità unica» per promuovere una crescita inclusiva, l'innovazione e la sostenibilità, avvertendo nel contempo che, senza una governance equa, si potrebbe aggravare il divario digitale.
Contrariamente al G7 del 2025 canadese, la Dichiarazione di Rio dedica un ampio capitolo a «Combattere il cambiamento climatico e promuovere uno sviluppo sostenibile, equo e inclusivo», nel quale confermano gli impegni previsti dall'Accordo di Parigi (punto 81), riconoscono «che i combustibili fossili continueranno a svolgere un ruolo importante nel mix energetico mondiale, in particolare per i mercati emergenti e le economie in via di sviluppo» (punto 83), chiedono «l'assegnazione di finanziamenti adeguati, prevedibili e accessibili, a basso costo e agevolati dai paesi sviluppati ai paesi in via di sviluppo per transizioni energetiche giuste e inclusive» (punto 91).

## Pubblicazioni
- (EN) Rio de Janeiro Declaration (PDF), Rio de Janeiro, BRICS Brasil 2025, 6 luglio 2025.